# August Emil Fieldorf
 (janvier 2015).
August Emil Fieldorf, connu sous le pseudonyme de Nil, né le 20 mars 1895 à Cracovie et mort le 24 février 1953 à Varsovie, est un officier général polonais (brigadier général). Après la Seconde Guerre mondiale, il est accusé par le régime stalinien en Pologne de haute trahison et d'espionnage, il est alors condamné à mort puis exécuté.

## Biographie
Une partie de ses ancêtres étaient d’origine allemande. Il est né le 20 mars 1895 à Cracovie. Il y fait ses études au collège Saint Nicolas, puis au séminaire. En 1910 il adhère à une organisation paramilitaire pour l’indépendance de la Pologne, l’Association des fusiliers (chasseurs). Il en devient membre actif en 1912. Il termine également une école pour sous-officiers.

### Première Guerre mondiale
Le 6 août 1914, Fieldorf s’engage dans la Première brigade des Légions polonaises nouvellement formées par Józef Piłsudski. Il part sur le front russe où il sert en tant que second d’une section d’infanterie. En 1916, il est promu sergent et en 1917, il est envoyé à l’école d’officiers.
Après la crise du serment (en), il est expédié dans l’armée austro-hongroise et muté sur le front italien, qu’il abandonne pour rentrer en Pologne. En aout 1918, il se porte volontaire pour l’Organisation Militaire Polonaise dans sa ville natale de Cracovie.

### Seconde République de Pologne
À compter de novembre 1918 Fieldorf sert dans la nouvelle armée polonaise de la Seconde République de Pologne, d’abord en tant que chef de section, puis à partir de mars 1919, comme commandant d’une compagnie de mitrailleuses lourdes. En 1919 et 1920, il prend part à la campagne pour réunir la région de Wilno à la Pologne proprement dite. Après le déclenchement de la Guerre soviéto-polonaise, il prend part comme commandant de compagnie à la prise de  Dyneburg, Żytomierz et en 1920 à l’expédition polonaise sur Kiev.
Fieldorf épouse Janina Kobylinska en 1919, dont il aura deux filles, Krystyna et Maria. 
Restant au service actif après la guerre, il est promu major et affecté au 1er régiment d’infanterie polonaise comme commandant de bataillon. En 1935 il reçoit le commandement du bataillon indépendant Troki du KOP. Un an plus tard il est promu lieutenant-colonel. Peu avant le déclenchement de la Seconde Guerre mondiale, il commande le 51e régiment de chasseurs Giuseppe Garibaldi au sein de la 12e Division d’infanterie polonaise sur les marches orientales de la Pologne.

### Seconde Guerre mondiale
Fieldorf commande son régiment pendant la campagne de Pologne. Après l’écrasement de sa division, il s’enfuit en civil dans la nuit du 8 au 9 septembre pour rejoindre Cracovie. De là, il cherche à rejoindre la France, mais il est arrêté à la frontière slovaque. Il est interné en octobre 1939, mais s’enfuit quelques semaines plus tard d’un camp d’internement et gagne la France via la Hongrie. En France il rejoint la nouvelle armée polonaise en cours de formation.  
Il poursuit sa formation d’état-major et est promu colonel en mai 1940. Après la défaite française de juin 1940, il est envoyé clandestinement en Pologne en septembre de la même année comme premier émissaire du Gouvernement polonais en exil sous le pseudonyme de Nil. Son itinéraire de retour vers la Pologne le conduit en Afrique du Sud, puis par avion au-dessus de la Rhodésie, le Soudan et l’Egypte, puis en Roumanie et de là en train jusqu’en Pologne. C'est parce que sa route aérienne survole le Nil qu'il choisit comme nom de guerre le nom de ce fleuve africain.
Il rejoint l'Związek Walki Zbrojnej (ZWZ, Union pour la Lutte Armée) d’abord à Varsovie, puis à partir de 1941 à Vilnius et Białystok. Un an plus tard, on lui confie le commandement du Kedyw, les opérations spéciales de l’AK, poste qu'il occupe jusqu’en février 1944. C’est sur ses ordres qu’a lieu le 1er février 1944 l’opération Kutschera, assassinat du chef de la SS et de la police du district de Varsovie Franz Kutschera, opération exécutée par les Loups Gris.
Peu avant l’effondrement de l'Insurrection de Varsovie, il est promu, sur ordre du chef suprême de l’Armée polonaise le général Kazimierz Sosnkowski, au rang de brigadier général. Il devient l’adjoint au commandant en chef de l’AK, le général Leopold Okulicki en octobre 1944. Il est également nommé à la tête de l’organisation NIE, formée de cadres de l’AK dans le but de contrer le nouveau gouvernement polonais d’obédience stalinienne.

### Arrestations et exécution
Le 7 mars 1945, Fieldorf est arrêté par le NKVD dans la ville de Milanówek en possession de cigarettes et de dollars américains, ce qui lui vaut d'être envoyé dans un camp de travail forcé du Goulag dans l’Oural. Disposant depuis plusieurs années de faux papiers au nom de Walenty Gdanicki, cheminot, il n'est toutefois pas identifié comme l'ancien chef du Kedyw et du NIE. Libéré en 1947, il retourne dans la Pologne nouvellement gouvernée par le Parti Ouvrier Polonais et son ministère, de plus en plus répressif, de la Sécurité Publique. Il s’établit à Biała Podlaska et ne reprend pas ses activités clandestines. Se déplaçant entre Varsovie et Cracovie, il finit par s’établir à  Łódź.
Le gouvernement stalinien qui persécute les anciens résistants fidèles au Gouvernement polonais en exil offre à ces derniers une amnistie en 1948. Ignorant qu’il s’agit d’une feinte, Fieldorf se déclare alors aux autorités sous son identité réelle. Il est alors mis en arrestation à Varsovie. En prison, il refuse, même sous la torture, de collaborer avec les services de sécurité communistes. Les interrogatoires poussés du général Fieldorf sont supervisés en personne par le colonel Józef Różański, ministre de la sécurité publique de Pologne.
Le colonel Kazimierz Gorski, interrogateur de la Police secrète polonaise, l’UB  témoigne en 1997: « [Józef] Różański s’arrêtait fréquemment pendant mes interrogatoires du général et avait avec lui des conversations sur de nombreux sujets. Le procureur  Benjamin Wajsblech se montrait également souvent et en de nombreuses occasions me donnait des instructions verbales. Je préparais une décision en vue de refuser à la défense les preuves matérielles. Je la rédigeais sous la dictée de Wajsblech. Je ne décidais pas qui interroger ni comment. »
Fieldorf fut accusé par la procureure Helena Wolińska-Brus d’être un criminel hitléro-fasciste et d’avoir dans le cadre de l’AK ordonné l’exécution de partisans soviétiques. A l’issue d’un jugement par un tribunal fantoche, il fut condamné à mort le 16 avril 1952 par la juge Maria Gurowska. 
Un appel à une cour de niveau supérieur échoua et le recours en grâce de la famille auprès du leader communiste de l’époque Bolesław Bierut fut rejeté. La sentence fut exécutée par pendaison le 24 février 1953 à 3 heures de l’après-midi à l’infâme prison de Mokotów à Varsovie.
Le procureur communiste Wiktor Gattner décrit ainsi les derniers moments de Fieldorf :
« J’ai demandé au condamné s’il avait un souhait. Fieldorf  répondit : Prévenez s’il vous plait ma famille”. J’ai déclaré que sa famille serait avisée […]  Le condamné m’a regardé avec insistance droit dans les yeux. Il se tenait debout. Personne ne le tenait. Il avait la contenance d’un homme très fort. On aurait pu admirer son sang-froid dans ces dramatiques circonstances. Il ne cria ni ne fit un geste. Je dis « Procédez à l’exécution ! Le bourreau et un des gardes s’approchèrent du condamné […] Je m’approchais du garde et rédigeai de ma main le protocole de l’exécution».
Le corps du général Fieldorf ne fut jamais rendu à sa famille et reste à ce jour inhumé dans un lieu inconnu. En 2009 un article publié dans un journal britannique sous-entendit que Fieldorf a été enterré dans une fosse commune dans un cimetière de Varsovie, avec les dépouilles de 248 autres patriotes polonais assassinés. 
En 1958, le bureau du procureur mit fin à toute enquête ultérieure.

## Réhabilitation et reconnaissance

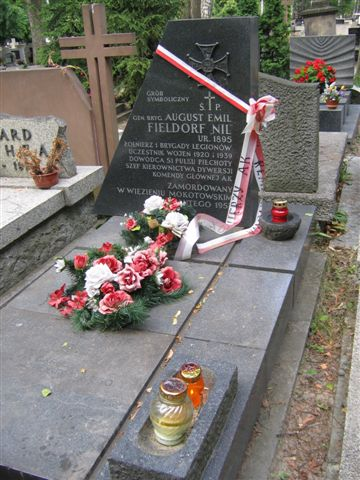
Tombe symbolique d’August Emil Fieldorf au Cimetière Powązki

Une statue fut érigée en 1972 sur sa tombe symbolique. 
En 1989, à la suite de l’effondrement de la République populaire de Pologne, Fieldorf a été officiellement réhabilité. Le musée de l'Armia Krajowa de Cracovie, qui a ouvert ses portes en 2000, est nommé en son honneur. En 2006, le président Lech Kaczyński lui a attribué à titre posthume l’ordre de l’Aigle blanc. 
Un film biographique, Generał Nil, réalisé par Ryszard Bugajski avec Olgierd Łukaszewicz dans le rôle-titre, est sorti en salles en 2009.

### Recherche de justice
La fille de Fieldorf Maria Fieldorf Czarska a demandé que le procureur responsable de l’exécution de son père, Helena Wolińska-Brus (qui vécut à Oxford en Angleterre jusqu’à sa mort en 2008) soit traduite en justice en Pologne. Wolińska, procureur militaire dans les années 50 fut accusée d’avoir participé à l’enquête et au procès qui aboutirent à l’exécution de Fieldorf. Elle avait signé le mandat d’arrêt et prorogé plusieurs fois sa détention, bien qu’étant au courant de son innocence.
Un rapport émis en 1956 par les autorités communistes conclut que Wolińska avait violé les règles de droit et avait été impliquée dans des simulacres d’enquêtes et de parodies de procès qui avaient souvent abouti à des exécutions. Les charges contre elle ont été établies par l’Institut de la Mémoire Nationale qui affirmait que Wolińska avait été l’instrument d’un meurtre judiciaire, ce qui était classé comme un crime stalinien et à ce titre punissable de 10 ans de prison. L’affaire suscita l’attention à l’étranger. Le Royaume-Uni refusa de l’extrader et Wolińska-Brus décéda le 26 novembre 2008 sans avoir été traduite en justice.
Parlant d’autres individus ayant pris part à ce meurtre judiciaire de son père (c’est-à-dire fabrication de preuves) Maria Fieldorf-Czarska dit :

« Je ne peux permettre que l’enquête [sur l’assassinat de mon père] soit close ni que les individus suivants échappent à la justice : le directeur adjoint de la justice au bureau du Procureur Général, Alicja Graff, l’Avocat général Wiktor Gattner, l’interrogateur Kazimierz Gorski. Ils auraient pu refuser [de prendre part à l’assassinat de mon père]. Personne ne les a forcés ni physiquement ni psychologiquement [à le faire]. J’exige que les gens qui ont tué mon père soient traduits en justice […]. Je rêve d’une Pologne où les institutions judiciaires sont transparentes et dignes de respect et de confiance. De tels types d’institutions doivent être les fondements d’une nation souveraine. Je voudrais tellement que nous, les Polonais, soyons capables de choisir nos propres exemples à suivre et non ceux proposés par d’autres. »

### Honneurs, Décorations et Citations
- Ordre de l'Aigle blanc (2006)
- Ordre militaire de Virtuti Militari, (1923)
- Croix de l'Indépendance (1932)
- Ordre Polonia Restituta (1937)
- Croix de la valeur (Krzyż Walecznych) quatre fois
- Croix d'or du mérite (Krzyż Zasługi)